# Storzingen
Storzingen ist ein Teilort der Gemeinde Stetten am kalten Markt im Landkreis Sigmaringen in Baden-Württemberg (Deutschland).

## Geographie

### Geographische Lage
Das Pfarrdorf Storzingen liegt im Gegensatz zu den anderen Ortsteilen nicht auf dem badischen Heuberg, sondern in einem engen Talkessel, zu beiden Seiten der Schmeie. Das Ortszentrum liegt rund 3,5 Kilometer östlich des Zentrums von Stetten am kalten Markt. Der Ort gehört zum Naturpark Obere Donau.

### Ausdehnung des Gebiets
Die Gesamtfläche der Gemarkung Storzingen beträgt 739 Hektar (Stand: 30. Juni 2014).

### Teilorte
Zu Storzingen gehört neben dem Dorf Storzingen das Gehöft Neuhaus.

## Geschichte
Der Ortsname ist wahrscheinlich abgeleitet vom Wort Storz (kahler abgeholzter Bergrücken). Vergleiche das Wort Storza (alemannisch) (Baumstumpf). Storzingen wurde also von den Erstsiedlern nach einem prägenden Landschaftsmerkmal benannt.
Das erste Mal urkundlich erwähnt wurde Storzingen im Jahre 843 in einer Schenkungsurkunde. Grundherr Adalhart und seine Frau Swanaburg übertrugen das Dorf als Schenkung dem Kloster St. Gallen. Als Lehen der Grafen von Lupfen wurde der Ort 1419 von den Grafen von Werdenberg gekauft. Im Jahr 1160 stellte Kaiser Friedrich I. von Staufen (Barbarossa) Storzingen und die Pfarrkirche unter seinen Schutz.

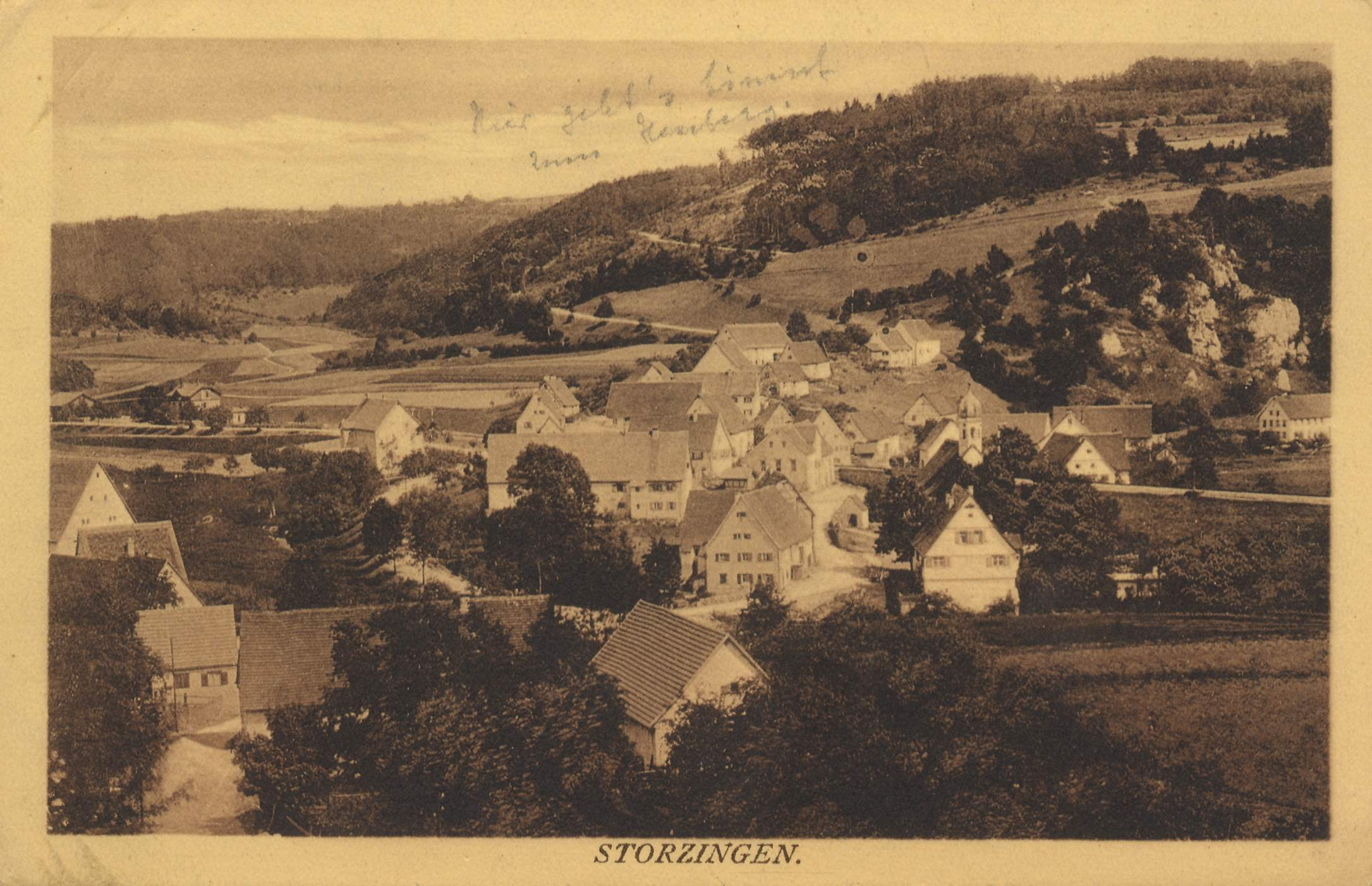
Storzingen (um 1900)

Zwischen 1212 und 1534 wechselten die Lehensherren häufig. Ab 1419 war Storzingen Teil der Herrschaft Jungnau. 1534 ging die Landeshoheit an das Haus der Grafen von Fürstenberg der Heiligenberger Linie über, deren Familie 1664 in den Reichsfürstenstand überging.
Der Dreißigjährige Krieg (1618–1648) richtete erst in den Jahren 1632 bis 1635 verheerenden Schaden an. Die Pest wütete in Storzingen besonders stark. Von den 29 Familien überlebten nur neun Haushalte mit drei Bauern und sechs Söldnern die Verheerungen.
Die Herrschaft Jungnau kam 1806 an Hohenzollern-Sigmaringen. Storzingen gehörte noch bis 1840 zu Jungnau, kam anschließend bis 1854 zu Straßberg, danach bis 1925 zum Oberamt Gammertingen und mit diesem zum Landkreis Sigmaringen.
Erst mit dem Bau der Eisenbahnlinie 1878 wurde Storzingen aus der Isolation geholt. Dadurch konnten viele Leute zu den Fabriken nach Ebingen pendeln, was den Lebensstandard deutlich verbesserte.
Die Gemeinde Storzingen wurde am 1. Januar 1972 auf eigenen Wunsch nach Stetten am kalten Markt eingemeindet und wechselte so in den Landkreis Stockach. Im Zuge der Kreisreform 1973 wurde der Landkreis Stockach aufgelöst und die Gemeinde Stetten am kalten Markt mit Wirkung zum 1. Januar 1973 dem Landkreis Sigmaringen zugeteilt.
Erst 1979 bekam Storzingen einen Anschluss an die nahe Bundesstraße 463 und war somit nicht mehr nur über Stetten zu erreichen.

### Einwohnerentwicklung
Der Ort ist mit 352 Einwohnern (Stand: 30. Juni 2014) der zweitgrößte Teilort der Gemeinde.
| Jahr | Einwohner |
| ---- | --------- |
| 1961 | 353       |
| 1970 | 419       |
| 2003 | 386       |
| 2010 | 359       |
| 2011 | 345       |
| 2014 | 352       |

## Politik

### Ortsvorsteher
- 1975–1999: Zeno Schilling[7]
- 1999–2014: Hans Riester
- seit 2014: Bruno Pozzi

### Wappen
Das Wappen von Storzingen zeigt einen geteilten Schild, oben in Rot auf einem goldenen Dreiberg stehend eine silberne Raute, in Anlehnung an das Geschlecht der Ritter von Weckenstein, das als Wappen auf rotem Schild eine auf der Spitze eines grünen Dreibergs stehende silberne Raute führte. Unten in Silber eine schwarze Kirchenfahne, das Wappen der Grafen von Werdenberg.

## Kultur und Sehenswürdigkeiten

### Bauwerke

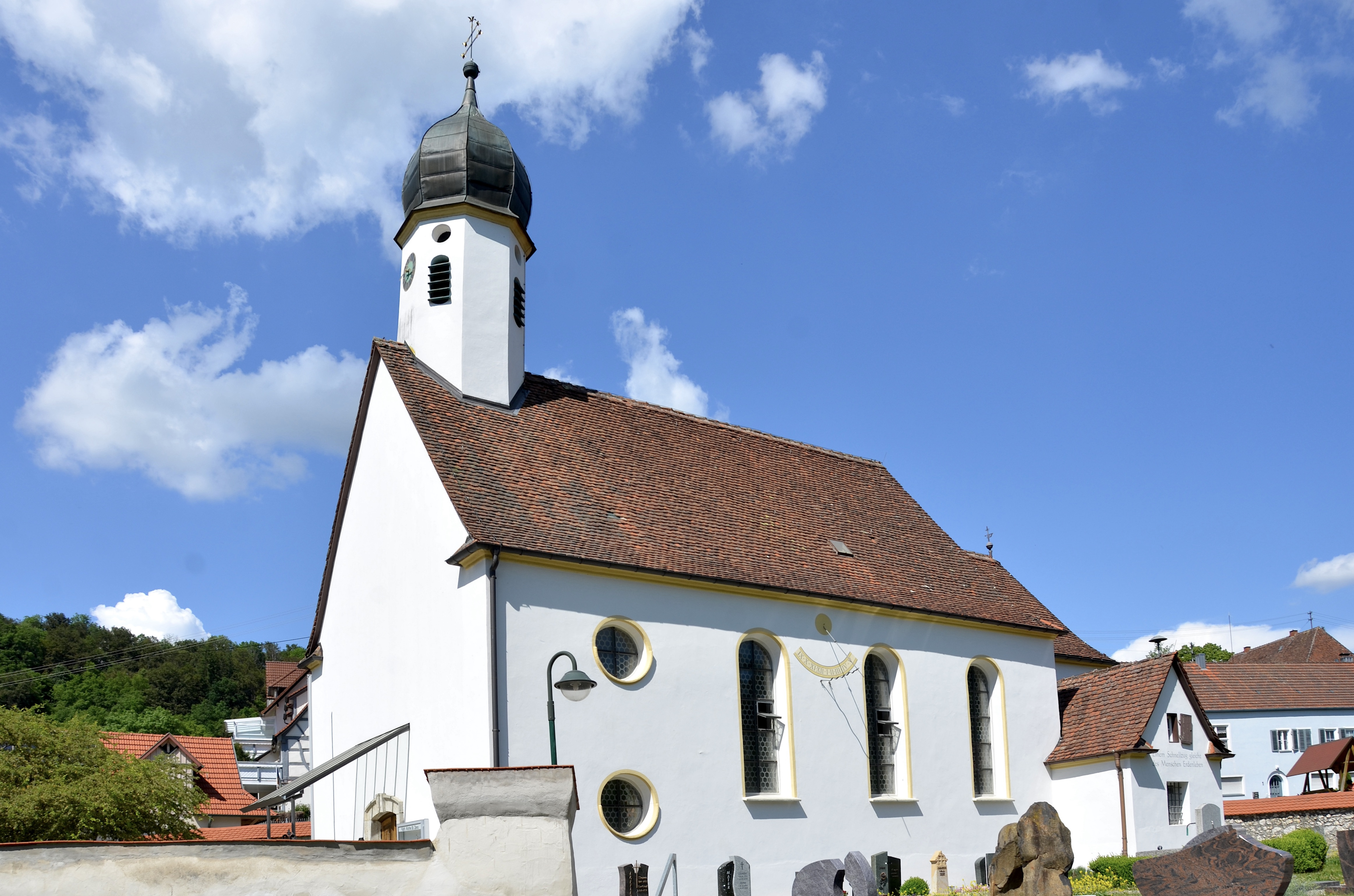
Pfarrkirche St. Zeno

- Die katholische Pfarrkirche St. Zeno bildet das religiöse Zentrum von Storzingen. Bereits 1147 wurde die Pfarrkirche bei den Besitzungen des Zisterzienser-Klosters Salmannsweil/Salem erwähnt.[4] Im Jahr 1758 ließ Pfarrer Johann Christoph Zembroth eine neue Kirche mit wertvollen Einrichtungen auf eigene Kosten erbauen. Sein Nachfolger, Pfarrer Josef Fidel Karle aus Sigmaringen, stiftete den 1766–1967 errichteten Hochaltar und die Seitenaltäre mit den wertvollen Tafeln des Malers Meinrad von Au.
- Burg Weckenstein: Südlich der Ortschaft auf der rechten Schmeienseite liegt die Ruine der durch Ritter Burkard von Weckenstein erbauten mittelalterlichen Burg.
- Das 1603 erbaute katholische Pfarrhaus brannte bereits zwei Jahre später wieder ab. Das heutige Bauwerk wurde 1624 von Pfarrer Oeser auf eigene Kosten erbaut.
- Ehemalige Mühle

## Wirtschaft und Infrastruktur

### Wasserversorgung
Die Wasserversorgung wird durch den Zweckverband Wasserversorgung Hohenberggruppe gewährleistet, die ihren Sitz in Meßstetten hat.

### Verkehr

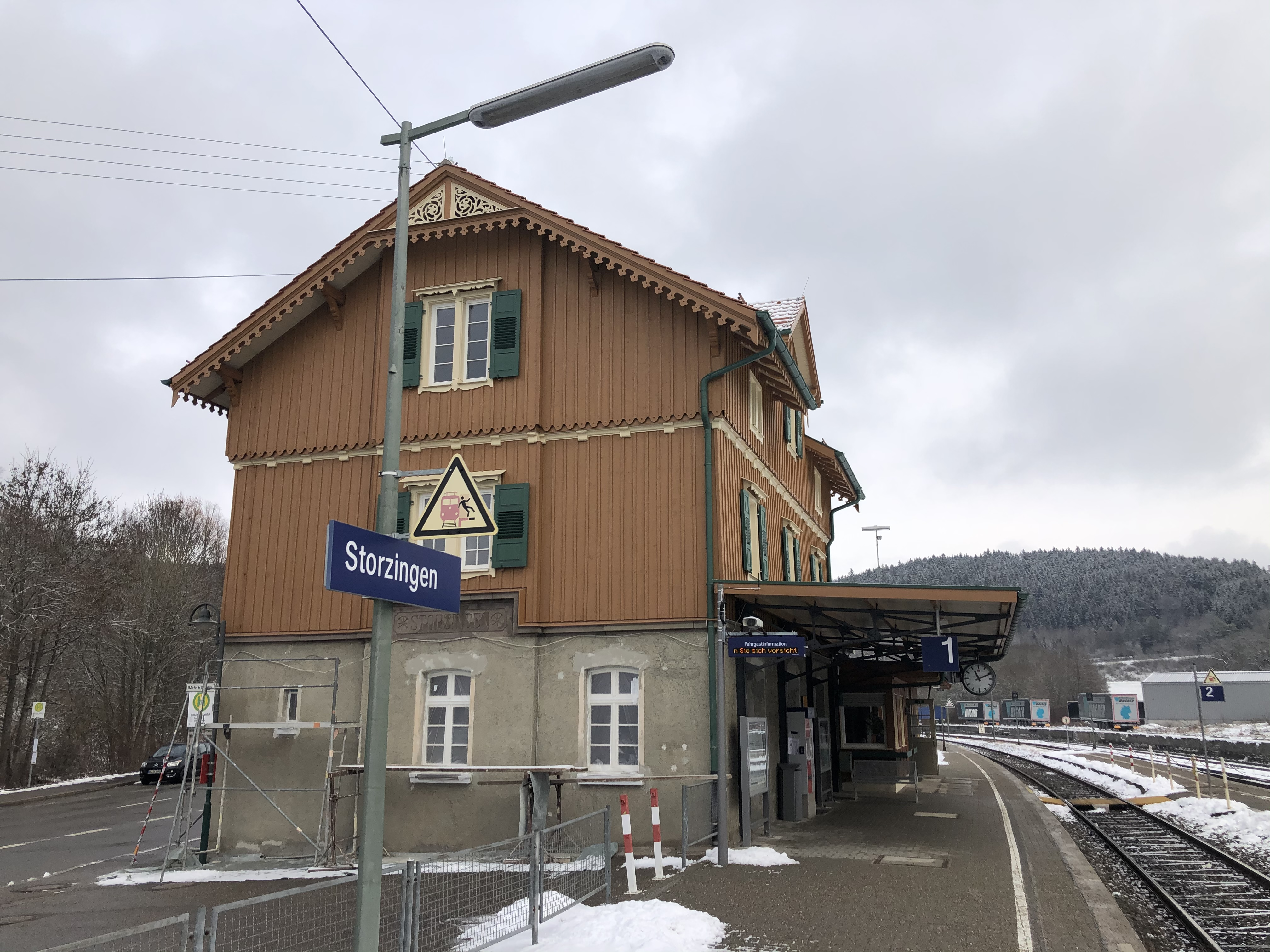
Bahnhof Storzingen

Storzingen liegt an der Bahnstrecke Tübingen–Sigmaringen, die über Hechingen, Balingen und Albstadt verläuft. Der Bahnhof Storzingen hat eine Bedeutung für die Verladung von Militärfahrzeugen vom Truppenübungsplatz Heuberg sowie für die An- und Abreise der in der Alb-Kaserne in Stetten am kalten Markt stationierten Soldaten.

## Persönlichkeiten

### Persönlichkeiten, die vor Ort gewirkt haben
- Johann Christoph Zembroth (* 12. Juli 1694 in Allensbach; † 22. Mai 1774 in Storzingen), Pfarrer und Erbauer der Pfarrkirche Sankt Zeno von Verona in Storzingen, in der sich auch sein Grab befindet.
- Burkard von Weckenstein (* um 1180; † nach 1241) war ein Staufischer Reichsministeriale und Gründer des Klosters Wald.